# Estância Velha
Estância Velha es un municipio brasileño del estado de Rio Grande do Sul. Su población, según estimaciones del IBGE para 2021, era de 51.292 habitantes. Ocupa una superficie de 52,4 km². Pertenece a la Mesorregión Metropolitana de Porto Alegre y es uno de los municipios que forman parte de la cuenca del Río dos Sinos.

## Historia
La historia de Estância Velha comienza con la llegada de los indios. Después de la participación indígena, se registra que en 1788 formó parte de la Real Feitoria do Linho Cânhamo, instalada en las orillas del Río dos Sinos, con el objetivo de ocupar el área para la corona portuguesa y producir cáñamo, materia prima para la fabricación de cordajes de barcos que Portugal exportaba a otros países. 
Como el plan de ocupación no tuvo los efectos deseados, en 1824, ya en el Brasil Imperial, se distribuyeron estas tierras de la Real Feitoria a los inmigrantes alemanes que llegaban a São Leopoldo. El primer inmigrante alemán que se instaló en Estância Velha fue Mathias Franzen, quien taló la maleza y cultivó la tierra. A partir de entonces llegaron varias familias de inmigrantes.
En el siglo XIX se creó la base de desarrollo industrial del municipio. La tradición peletera de Estância Velha se remonta a 1890, inicialmente centrada en la fabricación de sillas de montar y accesorios de equitación, luego dedicada al curtido de cueros y pieles y a la producción de calzado, principal vocación de la región. 
Con la evolución de la industria, y la agricultura siendo fuerte, Estância Velha fue elevada a sede del décimo distrito de São Leopoldo, el 15 de enero de 1930. El 8 de septiembre de 1959 Estância Vieja se emancipó como municipio.